# Gosport (circonscription du Parlement britannique)
La circonscription de Gosport est une circonscription parlementaire britannique située dans le Hampshire, et représentée à la Chambre des communes du Parlement britannique depuis 2010 par Caroline Dinenage du Parti conservateur.

## Members of Parliament
| Élection | Élection | Membre            | Membre | Parti        |
| -------- | -------- | ----------------- | ------ | ------------ |
|          | Fev 1974 | Sir Peter Viggers |        | Conservateur |
|          | 2010     | Caroline Dinenage |        | Conservateur |

## Élections

### Élections dans les années 2010
| Parti         | Parti                | Candidat             | Voix   | %    | ±     |
| ------------- | -------------------- | -------------------- | ------ | ---- | ----- |
|               | Conservateur         | Caroline Dinenage    | 32,226 | 66,5 | +4.6  |
|               | Travailliste         | Tom Chatwin          | 8,948  | 18,5 | -8.7  |
|               | Libéral Démocrate    | Martin Pepper        | 5,473  | 11,3 | +6.6  |
|               | Green                | Zoe Aspinall         | 1,806  | 3,7  | +1.6  |
| Majorité      | Majorité             | Majorité             | 23,278 | 48,0 | +13.2 |
| Participation | Participation        | Participation        | 49,481 | 65,9 | -0.8  |
|               | Conservateur retenir | Conservateur retenir | Swing  | +6.6 |       |

| Parti         | Parti                | Candidat             | Voix   | %    | ±     |
| ------------- | -------------------- | -------------------- | ------ | ---- | ----- |
|               | Conservateur         | Caroline Dinenage    | 30,647 | 61,9 | +6.6  |
|               | Travailliste         | Alan Durrant         | 13,436 | 27,2 | +12.7 |
|               | Libéral Démocrate    | Bruce Tennent        | 2,328  | 4,7  | -2.2  |
|               | UKIP                 | Chloe Palmer         | 1,790  | 3,6  | -15.8 |
|               | Green                | Monica Cassidy       | 1,024  | 2,1  | -1.5  |
|               | Indépendant          | Jeffrey Roberts      | 256    | 0,5  | +0.3  |
| Majorité      | Majorité             | Majorité             | 17,211 | 34,7 | -1.2  |
| Participation | Participation        | Participation        | 49,481 | 66,7 | +1.6  |
|               | Conservateur retenir | Conservateur retenir | Swing  | -3.0 |       |

| Parti         | Parti                | Candidat             | Voix   | %    | ±     |
| ------------- | -------------------- | -------------------- | ------ | ---- | ----- |
|               | Conservateur         | Caroline Dinenage    | 26,364 | 55,3 | +3.5  |
|               | UKIP                 | Christopher Wood     | 9,266  | 19,4 | +16.3 |
|               | Travailliste         | Alan Durrant         | 6,926  | 14,5 | −2.4  |
|               | Libéral Démocrate    | Rob Hylands          | 3,298  | 6,9  | -14.1 |
|               | Green                | Monica Cassidy       | 1,707  | 3,6  | +2.4  |
|               | Indépendant          | Jeffrey Roberts      | 104    | 0,2  | N/A   |
| Majorité      | Majorité             | Majorité             | 17,098 | 35,9 | +5.2  |
| Participation | Participation        | Participation        | 47,662 | 65,1 | +0.5  |
|               | Conservateur retenir | Conservateur retenir | Swing  | -6.4 |       |

| Parti         | Parti                | Candidat             | Voix   | %    | ±     |
| ------------- | -------------------- | -------------------- | ------ | ---- | ----- |
|               | Conservateur         | Caroline Dinenage    | 24,300 | 51,8 | +7.0  |
|               | Libéral Démocrate    | Rob Hylands          | 9,887  | 21,1 | +4.5  |
|               | Travailliste         | Graham Giles         | 7,944  | 16,9 | −14.5 |
|               | UKIP                 | Andrew Rice          | 1,496  | 3,2  | −1.1  |
|               | BNP                  | Barry Bennett        | 1,004  | 2,1  | N/A   |
|               | Démocrates anglais   | Bob Shaw             | 622    | 1,3  | N/A   |
|               | Green                | Claire Smith         | 573    | 1,2  | -1.7  |
|               | Indépendant          | Dave Smith           | 493    | 1,1  | N/A   |
|               | Indépendant          | Charlie Read         | 331    | 0,7  | N/A   |
|               | Indépendant          | Brian Hart           | 289    | 0,6  | N/A   |
| Majorité      | Majorité             | Majorité             | 14,413 | 30,7 | +17.4 |
| Participation | Participation        | Participation        | 46,939 | 64,6 | +3.3  |
|               | Conservateur retenir | Conservateur retenir | Swing  | +1.3 |       |

### Élections dans les années 2000
| Parti         | Parti                | Candidat             | Voix   | %    | ±    |
| ------------- | -------------------- | -------------------- | ------ | ---- | ---- |
|               | Conservateur         | Peter Viggers        | 19,268 | 44,8 | +1.2 |
|               | Travailliste         | Richard Williams     | 13,538 | 31,5 | −5.6 |
|               | Libéral Démocrate    | Roger Roberts        | 7,145  | 16,6 | +1.5 |
|               | UKIP                 | John Bowles          | 1,825  | 4,2  | +1.3 |
|               | Green                | Claire Smith         | 1,258  | 2,9  | +2.9 |
| Majorité      | Majorité             | Majorité             | 5,730  | 13,3 | +6.8 |
| Participation | Participation        | Participation        | 43,034 | 60,5 | +3.4 |
|               | Conservateur retenir | Conservateur retenir | Swing  | +3.4 |      |

| Parti         | Parti                   | Candidat             | Voix   | %    | ±     |
| ------------- | ----------------------- | -------------------- | ------ | ---- | ----- |
|               | Conservateur            | Peter Viggers        | 17,364 | 43,6 | ±0.0  |
|               | Travailliste            | Richard Williams     | 14,743 | 37,1 | +6.4  |
|               | Libéral Démocrate       | Roger Roberts        | 6,011  | 15,1 | −4.5  |
|               | UKIP                    | John Bowles          | 1,162  | 2,9  | N/A   |
|               | Socialiste Travailliste | Kevin Chetwynd       | 509    | 1,3  | N/A   |
| Majorité      | Majorité                | Majorité             | 2,621  | 6,5  | -6.4  |
| Participation | Participation           | Participation        | 39,789 | 57,1 | -13.1 |
|               | Conservateur retenir    | Conservateur retenir | Swing  | -3.2 |       |

### Élections dans les années 1990
| Parti         | Parti                | Candidat             | Voix   | %    | ±     |
| ------------- | -------------------- | -------------------- | ------ | ---- | ----- |
|               | Conservateur         | Peter Viggers        | 21,085 | 43,6 | -14.5 |
|               | Travailliste         | Ivan Gray            | 14,827 | 30,7 | +17.1 |
|               | Libéral Démocrate    | Steve Hogg           | 9,479  | 19,6 | -8.0  |
|               | Référendum           | Andrew Blowers       | 2,538  | 5,3  | N/A   |
|               | Indépendant          | Patrick Ettie        | 426    | 0,9  | N/A   |
| Majorité      | Majorité             | Majorité             | 6,258  | 12,9 | -17.6 |
| Participation | Participation        | Participation        | 48,355 | 70,3 | -6.3  |
|               | Conservateur retenir | Conservateur retenir | Swing  |      |       |

| Parti         | Parti                | Candidat             | Voix   | %    | ±    |
| ------------- | -------------------- | -------------------- | ------ | ---- | ---- |
|               | Conservateur         | Peter Viggers        | 31,094 | 58,1 | −0.4 |
|               | Libéral Démocrate    | MG Russell           | 14,776 | 27,6 | −3.9 |
|               | Travailliste         | Mrs MF Angus         | 7,275  | 13,6 | +3.7 |
|               | Indépendant          | PFF Ettie            | 332    | 0,6  | +0.6 |
| Majorité      | Majorité             | Majorité             | 16,318 | 30,5 | +3.6 |
| Participation | Participation        | Participation        | 53,477 | 76,6 | +1.8 |
|               | Conservateur retenir | Conservateur retenir | Swing  | +1.8 |      |

### Élections dans les années 1980
| Parti         | Parti                | Candidat             | Voix   | %     | ± |
| ------------- | -------------------- | -------------------- | ------ | ----- | - |
|               | Conservateur         | Peter Viggers        | 29,804 | 58,5  |   |
|               | Liberal              | Peter John Chegwyn   | 16,081 | 31,57 |   |
|               | Travailliste         | Alan Lloyd           | 5,053  | 9,92  |   |
| Majorité      | Majorité             | Majorité             | 13,723 | 26,94 |   |
| Participation | Participation        | Participation        |        | 74,78 |   |
|               | Conservateur retenir | Conservateur retenir | Swing  |       |   |

| Parti         | Parti                | Candidat             | Voix   | %     | ± |
| ------------- | -------------------- | -------------------- | ------ | ----- | - |
|               | Conservateur         | Peter Viggers        | 28,179 | 60,64 |   |
|               | Liberal              | Peter John Chegwyn   | 13,728 | 29,54 |   |
|               | Travailliste         | B.B. Bond            | 4,319  | 9,29  |   |
|               | Indépendant          | R.A. MacMillan       | 241    | 0,52  |   |
| Majorité      | Majorité             | Majorité             | 14,451 | 31,10 |   |
| Participation | Participation        | Participation        |        | 71,62 |   |
|               | Conservateur retenir | Conservateur retenir | Swing  |       |   |

### Élections dans les années 1970
| Parti         | Parti                | Candidat             | Voix   | %     | ± |
| ------------- | -------------------- | -------------------- | ------ | ----- | - |
|               | Conservateur         | Peter Viggers        | 24,553 | 61,76 |   |
|               | Travailliste         | J.A. Slater          | 10,460 | 26,31 |   |
|               | Liberal              | C. Lewis             | 4,741  | 11,93 |   |
| Majorité      | Majorité             | Majorité             | 14,093 | 35,45 |   |
| Participation | Participation        | Participation        |        | 77,47 |   |
|               | Conservateur retenir | Conservateur retenir | Swing  |       |   |

| Parti         | Parti                | Candidat             | Voix   | %     | ± |
| ------------- | -------------------- | -------------------- | ------ | ----- | - |
|               | Conservateur         | Peter Viggers        | 17,487 | 47,51 |   |
|               | Travailliste         | Peter Marsh Tebutt   | 10,621 | 28,85 |   |
|               | Liberal              | Peter Dane Clark     | 8,701  | 23,64 |   |
| Majorité      | Majorité             | Majorité             | 6,866  | 18,65 |   |
| Participation | Participation        | Participation        |        | 75,32 |   |
|               | Conservateur retenir | Conservateur retenir | Swing  |       |   |

| Parti         | Parti                                  | Candidat               | Voix   | %     | ±   |
| ------------- | -------------------------------------- | ---------------------- | ------ | ----- | --- |
|               | Conservateur                           | Peter Viggers          | 19,563 | 49,7  | N/A |
|               | Travailliste                           | Graham John Hewitt     | 12,335 | 31,3  | N/A |
|               | Liberal                                | John George Rodway Rix | 7,485  | 19,0  | N/A |
| Majorité      | Majorité                               | Majorité               | 7,228  | 18,4  | N/A |
| Participation | Participation                          | Participation          |        | 81,36 | N/A |
|               | Conservateur vainqueur (nouveau siège) |                        |        |       |     |